# Vilgertshofen
Vilgertshofen er en kommune i Landkreis Landsberg am Lech, Regierungsbezirk Oberbayern i den tyske delstat Bayern. Den er en del af Verwaltungsgemeinschaft Reichling.

## Geografi
Kommunen Vilgertshofen ligger i området Lechrain mellem Landsberg am Lech, Schongau og Weilheim, på den østlige bred af floden Lech.
Centrum i kommunen er de næsten sammenvoksede landsbyer Pflugdorf og Stadl. To kilometer mod syd ligger valfartsstedet og bebyggelsen Vilgertshofen, som kommunen har navn efter; videre mod sydøst ligger ligger byen Issing, med det højeste punkt i kommunen , Kellerberg, og bebyggelserne Ziegelstadl og Hochreiten. I Lechdalen, længst mod vest ligger landsbyen Mundraching.